# Rino Rappuoli
Rino Rappuoli (Radicofani, 4 de agosto de 1952) é um médico italiano, conhecido pelo desenvolvimento da vacina. É diretor global da Novartis em Siena.
Recebeu o Prêmio Paul Ehrlich e Ludwig Darmstaedter de 1991. Em 2005 foi eleito membro estrangeiro da Academia Nacional de Ciências dos Estados Unidos, em 2016 da Royal Society e em 2017 da Academia de Artes e Ciências dos Estados Unidos. Recebeu o Prêmio Antonio Feltrinelli de 2009 e o Prêmio Internacional da Fundação Gairdner de 2017.

## Obras
- com Giuseppe Del Giudice (Editor) Influenza vaccines of the future, 2. Edição, Springer 2011
- com Cesare Montecucco (Editor) Guidebook to protein toxins and their use in cell biology, Oxford University Press 1997
- com Fabio Bagnoli (Editor) Vaccine design - innovative approaches and novel strategies, Caister Academic Press 2011
- com Vincenzo Scarlato, Beatrice Arico (Editor) Signal transduction and bacterial virulence, Springer 1995